# Tuba aperta
Tuba aperta of open buis van Eustachius is de beschrijving van een klachtenpatroon waarbij de buis van Eustachius te vaak open staat en zo te veel lucht toe laat in het middenoor.
Het is een klachtenpatroon dat slecht wordt herkend door KNO-artsen en moeilijk te behandelen is. Tuba aperta kan herkend worden door naar vibraties van het trommelvlies te kijken. Als deze vibreert bij elke ademhaling, kan er sprake zijn van tuba aperta.
Veelal is de oorzaak van deze aandoening onbekend. Een van de meest aangevoerde oorzaken is gewichtsverlies, waardoor er rond de buis van Eustachius te veel ruimte ontstaat. Ook is bekend dat zwangerschap deze aandoening kan veroorzaken wegens de effecten van zwangerschapshormonen.

## Klachten
De klachten die voorkomen bij tuba aperta hebben veel weg van de symptomen bij een verstopte neus door neusverkoudheid of allergie. Veel patiënten met tuba aperta krijgen daarom ook deze diagnose te horen en hier medicijnen voor voorgeschreven. Patiënten hebben veelal last van autofonie, oftewel het horen van geluiden die men zelf produceert. Deze geluiden, zoals de eigen ademhaling, stem en hartslag, gaan via de buis van Eustachius direct naar het trommelvlies. In tegenstelling tot het doffe geluid dat men ervaart bij een verstopte neus, worden geluiden bij tuba aperta als helder ervaren. Doordat patiënten hun eigen stem erg luid horen, zullen zij vaak zachter praten. Andere veelvoorkomende symptomen zijn oorsuizen, kraken van de oren en duizeligheid. Echter kunnen zij ook ervaren dat het gehoor verslechterd is. Nochtans blijkt bij gehoortesten het gehoor nog goed te zijn.

## Behandeling & potentiële oorzaken
Een duidelijke oorzaak voor een patulous eustachian tube is vaak niet te vinden, maar er zijn wel een aantal factoren mee geassocieerd.
Mogelijke oorzaken: 
- Langwerpige holle defect van de buis van Eustachius[3]
- Gewichtsverlies[4]
- Radiotherapie
- Vrouwelijke hormonen

Mogelijke behandelmethodes 
- Plaatsen van trommelvliesbuisjes, maar dat heeft soms ook nare bijwerkingen[5]
- Het plaatsen van een ligatuur[5]
- Fysiotherapie
- Paper patching: een speciaal gevet papiertje wordt tegen het trommelvlies geplaatst (soms meervoudig) wat de geluiden dempt

Voorheen werd ook teflon geinjecteerd maar dit werd gestopt omdat tijdens de ingreep per ongeluk teflon geinjecteerd kan worden in de halsslagader.